# Андрей (Одинцов)
Андрей (в миру Андрей Васильевич Одинцов; 19 (31) марта 1862, село Благодатное, Рыльский уезд, Курская губерния — 7 августа 1941) — обновленческий митрополит Харьковский в Украинской автокефальной православной синодальной церкви, до 1922 года — епископ Русской православной церкви, епископ Мариупольский, викарий Екатеринославской епархии.

## Биография
Родился 19 марта 1862 года в селе Благодатном Рыльского уезда Курской губернии (ныне Кореневский район Курской области) в семье священника.
В 1877 года окончил Рыльское духовное училище. В 1883 года окончил Курскую духовную семинарию. В 1887 года окончил Московскую духовную академию со степенью кандидата богословия. В 1887—1887 годы был законоучителем Екатеринославской классической мужской гимназии.
25 мая 1888 года рукоположен в сан священника и назначен к Троицкой церкви села Берестово Бердянского уезда Таврической губернии. 1 января 1890 года назначен законоучителем Преславской учительской семинарии Бердянского уезда Таврической губернии. 9 апреля 1897 года награждён камилавкой.
1 июля 1897 года назначен законоучителем Екатеринославской мужской гимназии. Одновременно с 1904 года — законоучитель старших классов Екатеринославской частной женской гимназии Н. Н. Тиблен. 24 апреля 1902 года награждён наперсным крестом, от Святейшего Синода выдаваемым. 7 апреля 1905 года награждён саном протоиерея.
7 марта 1906 года назначен ректором Екатеринославской духовной семинарии. 29 января 1914 года уволен от духовно-учебной службы.
22 июля 1914 года назначен настоятелем Благовещенской церкви Екатеринослава. 2 апреля 1915 года награжден палицей. 9 мая 1915 года назначен сверхштатным членом Екатеринославской духовной консистории.
4 декабря 1915 года назначен настоятелем Лазаревской кладбищенской церкви Екатеринослава.
В 1919 году, будучи вдовым священником, принял монашество, возведён в сан архимандрита и хиротонисан во епископа Мариупольского, викария Екатеринославской епархии.
В 1922 году был арестован по стандартному обвинению: «за противодействие изъятию церковных ценностей и сокрытие таковых привлечён к суду Ревтрибунала … причт Мариупольского Собора с епископом Андреем во главе». Во время следствия епископа завербован органами ГПУ, благодаря чему вскоре после осуждения его освобождают по амнистии. По выходе на свободу уклонился в обновленчество.
В 1923 года назначен архиепископом Донецким и Бахмутским, председателем обновленческого Донецкого епархиального управления. Кафедра располагалась в Троицком соборе Бахмута.
В апреле-мае 1923 года был участником «Второго Всероссийского Поместного Собора» (первого обновленческого), на котором избран членом Всероссийского обновленческого синода.
27 октября 1923 года становится членом Всеукраинского обновленческого синода.
В 1924 году переименован в архиепископа Артемовского и Донецкого, председателя обновленческого Артёмовского епархиального управления.
В сентябре 1924 года назначен архиепископом Черниговским и Нежинским, председателем обновленческого Черниговского епархиального управления. Кафедра располагалась в Преображенском соборе Чернигова.
В своём меморандуме на членов украинского Синода по октябрь 1923 уполномоченный V группы секретного отдела ГПУ так охарактеризовал епископа Андрея: «Посвященный в епископы в обновленческого движения, был привлечён к ответственности по поводу изъятия церковных ценностей и в это время завербован ГПУ. Уже несколько месяцев возглавляет Донецкую епархию как обновленец, поддерживая связь с ГПУ».
В ноябре 1924 года был участником обновленческого Всеукраинского предсоборного совещания.
12 марта 1925 года назначен архиепископом Павлоградским, председателем Павлоградского епархиального управления. Кафедра располагалась в Вознесенском соборе Павлограда.
В мае 1925 года был участником обновленческого Второго всеукраинского поместного собора, на котором избран членом Всеукраинского обновленческого Синода.
10 июня 1925 года избран архиепископом Павлоградским, председателем Павлоградского епархиального управления. 22 июня 1925 года утвержден в данной должности. Одновременно с 3 августа по 29 ноября 1925 год временно управляющий Криворожской епархией.
В октябре 1925 года был участником «Третьего Всероссийского Поместного Собора» (второго обновленческого).
28 февраля 1926 года назначен всеукраинским благовестником и председателем благовестнической комиссии Всеукраинского обновленческого синода.
9 июля 1926 года назначен архиепископом Днепропетровским, председателем Днепропетровского епархиального управления. Кафедра располагалась в Преображенском соборе Днепропетровска. Одновременно управляющий Павлоградским викариатством Днепропетровской епархии. 4 сентября того же года переименован в архиепископа Днепропетровского и Павлоградского, председателя Днепропетровского епархиального управления. 23 сентября того же года утверждён в данной должности.
9 июля 1926 года по декабрь 1927 года также являлся временно управляющим Криворожской обновленческой епархией и председатель Криворожского епархиального управления. Кафедра располагалась в Николаевском соборе Кривого Рога.
В мае 1927 года был участником Всеукраинского предсоборного совещания.
В мае 1928 года был участником обновленческого Третьего всеукраинского поместного собора, на котором вновь избран членом Всеукраинского обновленческого синода.
1 марта 1935 года назначен архиепископом Харьковским с возведением в сан митрополита. Кафедра располагалась в Благовещенском соборе Харькова, а с сентября 1935 года — в Трехсвятительской (Гольбергской) церкви Харькова.
22 июля 1936 года уволен на покой. Проживал в Новомосковске Днепропетровской области.
24 июня 1938 года был арестован за «участие в КРО и контрреволюционную агитацию».
19 августа 1939 года постановлением Специальной коллегии Днепропетровского областного суда приговорён к семи годам исправительно-трудовых лагерей. 29 ноября того же года постановлением Верховного суда Украинской ССР приговор отменён, а дело направлено на новое рассмотрение.
7 августа 1941 года постановлением Специальной коллегии Днепропетровского областного суда вновь приговорён к 7 годам исправительно-трудовых лагерей.